# Нильмозеро
Ни́льмозеро — деревня в составе Малиновараккского сельского поселения Лоухского района Республики Карелия. Находится на территории государственного природного заказника ООПТ «Полярный Круг».

## Общие сведения
Расположена на северном берегу Среднего озера.
В окрестностях деревни имеется ряд энеолитических стоянок древних охотников на морских зверей (кольчатых нерп), датируемых второй-третьей четвертью III тысячелетия до н. э. На стоянках обнаружены орудия русско-карельского типа (по состоянию на 2022 год — самые северные находки такого типа), что свидетельствует о контактах этих охотников с группами населения, проживавшими в районе Онежского озера.
Первое упоминание о деревне датируется 1828 годом в метрической книге Кольского уезда Керетского прихода (ГААО, ф. 29, оп. 17, д. 1, л. 40 об. — л. 47 об.). В Формулярных рекрутских списках Кемского уездного присутствия за 1836 год имеются сведения о призванном в рекруты нильмозёрце (НА РК, ф. 693, оп. 2, д. 1/9, л. 9 об. — 10). Третье упоминание о деревне содержится в книге «Путешествия Элиаса Лённрота: Путевые заметки, дневники, письма 1828—1842».
По данным «Списка населённых мест Архангельской губернии» 1859 года деревня относилась к третьему стану (Керетскому) Кемского уезда Архангельской губернии. В деревне было 9 дворов, проживало 39 человек: 15 мужчин и 24 женщины.
В 1905 году числилась выселком в составе Чернорецкого сельского общества Керетской волости Кемского уезда. В деревне было 12 дворов, проживало 33 человека: 14 мужчин и 19 женщин.
В деревне никогда не было электричества, но функционировало радио (с 1955 года), а также действовали начальная школа (с 1936 по 1962 гг.) и клуб — также до 1962 года. Школу и клуб в 1963 году перевезли в деревню Нильмогуба.

## Население
| 2002 | 2009 | 2010 | 2013 |
| ---- | ---- | ---- | ---- |
| 0    | →0   | →0   | →0   |